# La Chapelle-près-Sées
Chapelle-près-Sées é uma comuna francesa na região administrativa da Normandia, no departamento Orne. Estende-se por uma área de 10,06 km². Em 2010 a comuna tinha 486 habitantes (densidade: 48,3 hab./km²).